# Rodney King (película)
Rodney King es una película estadounidense de 2017 dirigida por Spike Lee. Escrita y protagonizada por Roger Guenveur Smith, presenta un monólogo en el que el actor interpreta una variedad de personajes relacionados con el brutal ataque recibido por el taxista Rodney King a manos de agentes de policía de Los Ángeles, los consiguientes disturbios de Los Ángeles de 1992 y la extraña muerte de King en 2012. Fue estrenada en la plataforma Netflix el 28 de abril de 2017.

## Reparto

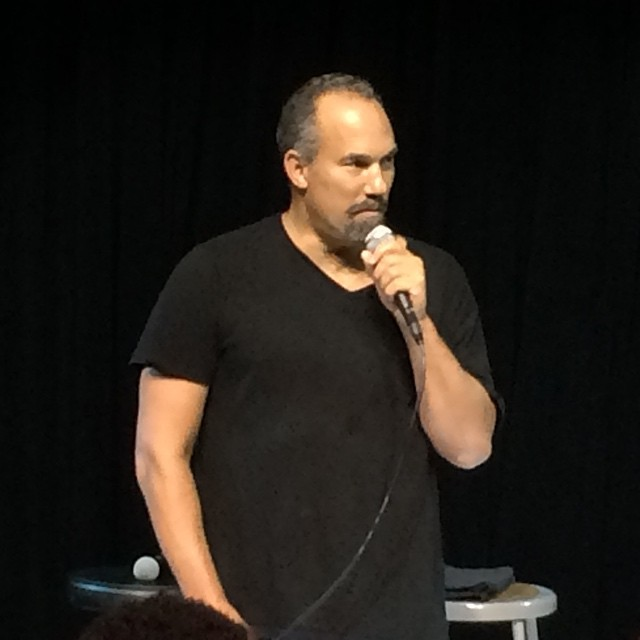
Roger Guenveur Smith escribió y protagonizó el filme

- Roger Guenveur Smith como Rodney King y otros personajes

## Recepción
En Rotten Tomatoes, el filme tiene un porcentaje máximo de aprobación del 100%. Para Sheri Linden de The Hollywood Reporter, «la poderosa interpretación de Smith no hace más que devolver la humanidad a un hombre que, durante un cuarto de siglo, ha sido reducido a un tema de conversación y a un símbolo». Matt Zoller Seitz de Rogerebert.com afirmó que «merece la pena verla por su absorbente historia, repleta de detalles curiosos que probablemente no haya oído antes... y por la habilidad con la que se ha contado la historia». Peter Bradshaw de The Guardian también elogió el filme, asegurando que «es un aullido de ira y frustración de un predicador ante las fuerzas personales y políticas que aplastaron a King ... así como su rechazo por parte de algunos tras su bienintencionada petición de que todos "se lleven bien"».